# Shabbat

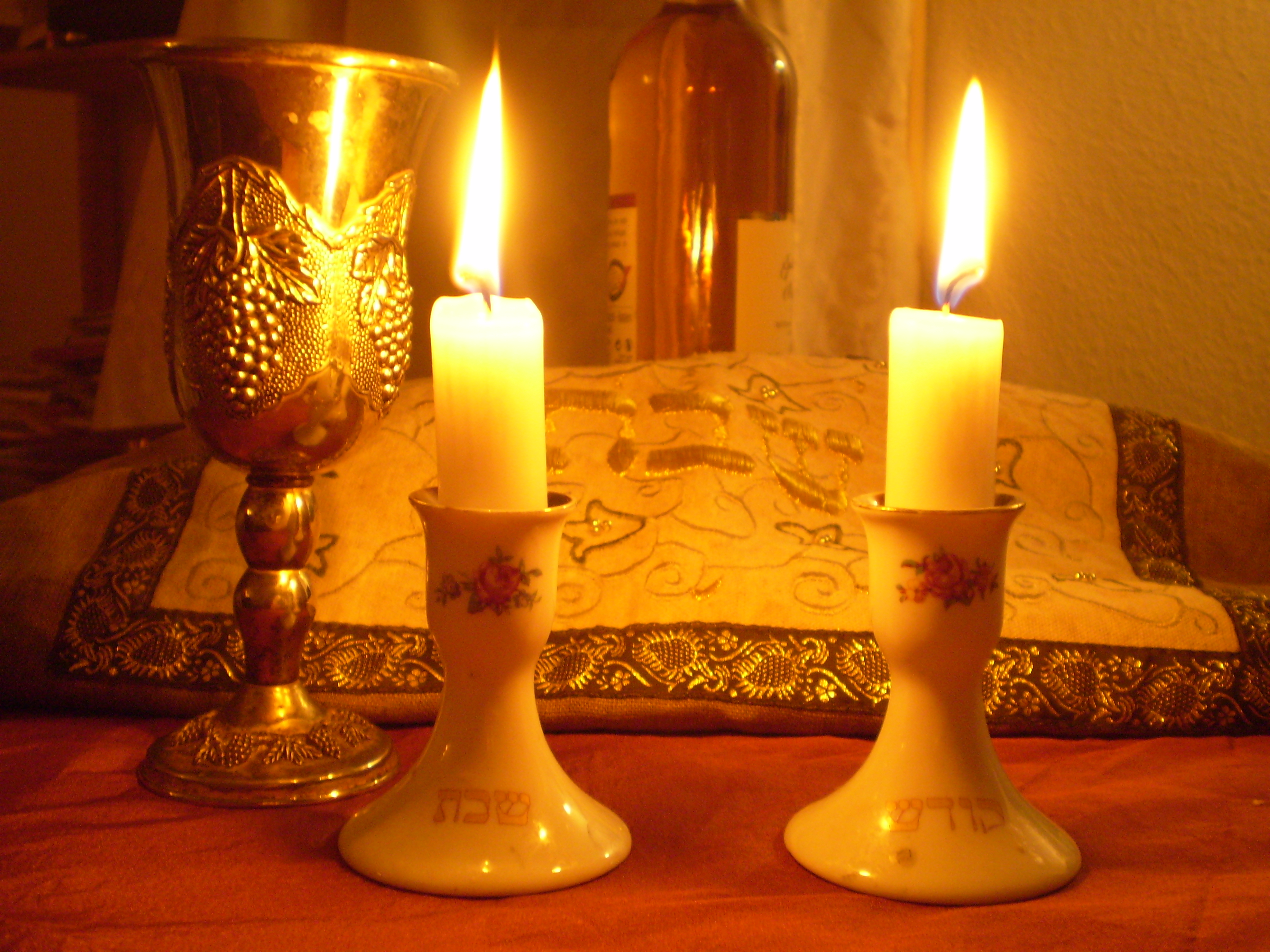
Le candele dello Shabbat

Nella religione ebraica lo Shabbat (detto anche Shabbath, Shabbos secondo la pronuncia ashkenazita, Shabbes come dicono i religiosi in yiddish, Shabat o anche Sciabbadde), in ebraico: שבת, è la festa del riposo, che è celebrata ogni sabato. 

## Etimologia
La parola ebraica Shabat proviene dal verbo ebraico shabat, che letteralmente significa "smettere", inteso come smettere di compiere alcune azioni. Tuttavia l'origine si potrebbe anche ricollegare alla radice שֶׁבַע (shev'ah), che significa sette. L'ebreo osservante dello Shabat viene definito Shomer Shabat: osserverai e custodirai.

## Interpretazione
Sebbene "Shabat" o la sua versione anglicizzata "Sabbath" siano universalmente tradotti come "riposo" o "tempo del riposo", una traduzione più letterale sarebbe "lo smettere" con l'induzione a "smettere di lavorare". Poiché Shabat è il giorno della cessazione del lavoro, sebbene il riposo ne sia un'implicazione, non è necessariamente una connotazione della parola stessa.
In alternativa a questa interpretazione, vi è traccia linguistica di questo termine presso le lingue accadiche. Secondo la mitologia, dopo sei generazioni di dei (nel racconto babilonese Enuma Elish), nella settima generazione (in accadico shapattu o shapath/sabath), i nuovi dei, i figli e le figlie di Enlil e Ninlil, si rifiutarono di svolgere i loro doveri e continuarono nella loro opera di creazione; così Enki consiglia di creare i servi degli dei, l'umanità, fatti di sangue e argilla.
Questa considerazione contribuisce anche a chiarire la questione teologica sul perché, nel settimo giorno della creazione, così come riportato nel libro della Genesi, Dio abbia avuto bisogno di riposare. Una volta compreso che Dio non ha riposato ma piuttosto ha smesso di lavorare si rientra in un'ottica biblicamente più aderente alla figura di un Dio onnipotente che non ha necessità del riposo. Ferma restando questa doverosa chiarificazione, questa voce seguirà la traduzione più comunemente accettata di Shabat con "riposo sabatico".

## Definizione
Il precetto di osservare lo Shabbat è ripetuto più volte nella Torah; la citazione più conosciuta è nei Dieci comandamenti (Esodo 20;8-11 e Deuteronomio 5;12-15), ma tale precetto viene ripetuto in Esodo 31:12-17 e 35;2-3, Levitico 19;3 e 19;30, 23;3, oltre a venir riferito dal profeta Isaia (56;4-6). Esistono poi numerose altre citazioni sullo Shabbat nel Tanakh.
Poiché la Halakhah (la legge ebraica) identifica l'inizio del giorno con il tramonto, lo Shabbat inizia con il tramonto del venerdì sera e termina con quello del sabato sera (per la precisione con l'apparizione della terza stella nel cielo).

## Status di festività

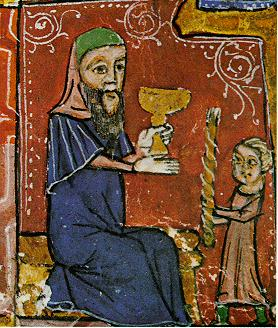
Rituale havdalah di chiusura, Spagna XIV secolo

Sebbene lo Shabbat non sia considerata una festività da molte altre culture e religioni, l'ebraismo gli riconosce lo status di gioiosa festività. La Halakhah riconosce lo Shabbat come la festività più importante del calendario ebraico.
- È la prima festività menzionata nella Bibbia e Dio è stato il primo a osservarlo.
- Nella Liturgia lo Shabbat viene paragonato a una sposa, una regina o un re, come riporta il Mishneh Torah.
- La lettura della Torah durante lo Shabbat è divisa in sette chiamate, un numero maggiore di qualsiasi altra festività, anche dello Yom Kippur.
- Si dice che il Messia verrà se tutti gli ebrei avranno osservato per due volte di seguito lo Shabbat (Talmud, trattato sullo Shabbat 118).
- La pena biblica per la violazione dello Shabbat è più grave di quella che deriva dalla violazione di una qualsiasi altra festività.

## Scopo
Nel Tanakh (Bibbia ebraica) e nel Siddur (il libro di preghiere ebraiche) si descrive lo Shabbat come avente due scopi:
- il ricordo della redenzione del popolo ebraico dalla schiavitù in Egitto;
- il ricordo della creazione dell'universo da parte di Dio: nel settimo giorno Dio terminò il proprio lavoro.

## Azioni obbligatorie
Secondo la religione ebraica agli ebrei è comandato da Dio di ricordare e osservare lo Shabbat. Queste due azioni sono rappresentate dall'accensione di due candele all'inizio dello Shabbat.
Sebbene molte delle regole dello Shabbat siano restrittive, il quarto dei Dieci comandamenti nell'Esodo ispira l'aspetto positivo dello shabbat:
- recitare il Kiddush su una coppa di vino la sera e la mattina, sottolineando la santità del giorno;
- recitare la Havdalah alla conclusione dello Shabbat (su una coppa di vino, spezie profumate e una candela)
- consumare tre pasti completi che includano la Challah, il classico pane del sabato e carne (secondo la gran parte delle tradizioni);
- studiare la Torah.

## Azioni vietate
La Halakhah vieta al popolo ebraico lo svolgimento di qualsiasi forma di "melachah" (lavoro plurale: melachot) durante lo Shabbat. Le melachot non si riferiscono a quello che viene normalmente considerato lavoro, né coincide con la definizione di lavoro che dà la fisica. Si riferisce invece a 39 attività che il Talmud vieta di svolgere durante lo Shabbat agli Ebrei.
Numerosi studiosi di Torah hanno osservato che queste attività hanno in comune l'aspetto creativo o l'esercizio del controllo reciproco o dell'ambiente. Queste attività sono state collegate a quelle necessarie per il regolare svolgimento dell'attività del Tempio di Gerusalemme. Si tratta quindi delle attività necessarie per la preparazione del pane, degli abiti dei sacerdoti, per la preparazione dei sacrifici, per la scrittura e correzione dei rotoli della Torah, per la costruzione e manutenzione del tempio stesso. Il divieto del lavoro durante lo Shabbat viene infatti enunciato, nella Torah, poco dopo le istruzioni per la realizzazione dell'Arca santa.

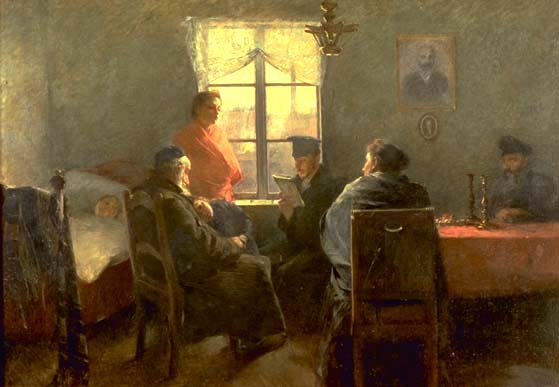
Il riposo dello Shabbat (olio di Samuel Hirszenberg, 1894)

Le 39 attività sono (Mishnah Shabbat 7:2):
1. Arare;
2. Seminare;
3. Mietere;
4. Formare covoni;
5. Trebbiare;
6. Ventilare;
7. Selezionare;
8. Setacciare;
9. Macinare;
10. Impastare;
11. Cuocere;
12. Tosare;
13. Lavare;
14. Cardare;
15. Tingere;
16. Filare;
17. Tendere;
18. Costruire un setaccio;
19. Tessere;
20. Dividere due fili;
21. Legare;
22. Slegare;
23. Cucire;
24. Strappare;
25. Cacciare;
26. Macellare;
27. Scuoiare;
28. Salare la carne;
29. Disegnare;
30. Lisciare;
31. Tagliare;
32. Scrivere;
33. Cancellare;
34. Costruire;
35. Demolire;
36. Spegnere un fuoco;
37. Accendere un fuoco;
38. Dare l'ultima mano per terminare un lavoro;
39. Trasportare al di fuori della propria abitazione.

Le 39 melachot non sono tanto attività quanto categorie di attività. Ad esempio, se setacciare tradizionalmente si riferisce alla separazione del grano dal loglio, nell'accezione talmudica si riferisce alla separazione di qualsiasi sostanza mischiata che renda immangiabile un cibo. In questo senso filtrare dell'acqua per renderla potabile ricade nell'attività del setacciare, così come la pulitura di un pesce dalle spine. Durante lo Shabbat è proibito viaggiare, per esempio oltre alcune miglia al di là della città in cui si abiti o soggiorni. A ogni modo, quando una vita umana è in difficoltà, all'ebreo non è solo consentito ma piuttosto prescritto di violare qualsiasi regola dello shabbat per tentare di aiutare la persona, con ogni mezzo e in ogni momento.

## Osservanza
Lo Shabbat è un giorno di celebrazione così come di preghiera. Tre pasti sono consumati durante lo Shabbat: il venerdì sera, sabato a pranzo e nel pomeriggio di sabato prima della conclusione dello Shabbat. Tutti gli ebrei sono incoraggiati a presenziare alle funzioni presso la sinagoga durante lo Shabbat anche se non lo fanno abitualmente durante la settimana.
A eccezione dello Yom Kippur, tutti i digiuni vengono posticipati di un giorno se coincidono con lo Shabbat.

## Attività permesse
Durante lo Shabbat le seguenti attività sono permesse e incoraggiate:
- far visita a parenti e amici (purché raggiungibili a piedi considerati i problemi di trasporto);
- passare lo Shabbat con un proprio familiare;
- assistere alla funzione in sinagoga;
- ospitare parenti e amici a dormire per lo Shabbat (hachnasat orchim, ospitalità) o quanto meno per uno dei pasti;
- cantare brani popolari e salmi;
- leggere, studiare e discutere di Torah, i commentari, il Talmud, la Halakhah e i Midrash;
- secondo la Kabbalah (misticismo ebraico), avere rapporti sessuali tra marito e moglie.

Le seguenti attività sono in accordo con la Halakhah, ma non sono obbligatorie:
- fare giochi da tavolo (attività permessa, ma sconsigliata);
- leggere letteratura ebraica, possibilmente non giornali o riviste:

## Citazione
Il filosofo ebreo Abraham Joshua Heschel scrive dello Shabbat:
Un mondo senza tempo sarebbe un mondo senza Dio, un mondo che esiste in se stesso, senza rinnovo, senza un Creatore. Un mondo senza tempo sarebbe un mondo staccato da Dio, una cosa per se stessa, realtà senza realizzazione. Un mondo nel tempo è un mondo che continua attraverso Dio; realizzazione di un disegno infinito; non cosa in se stessa ma cosa in Dio.

Esser testimoni della perpetua meraviglia del mondo che diviene è percepire la presenza del Datore nel dato, comprendere che la fonte del tempo è l'eternità, che il segreto di essere è l'eterno nel tempo.

Non possiamo risolvere il problema del tempo mediante la conquista dello spazio, con piramidi o fama. Possiamo solo risolvere il problema del tempo mediante la santificazione del tempo. Solo per l'umanità il tempo è elusivo; per l'umanità con Dio il tempo è l'eternità in incognito.

La Creazione è il linguaggio di Dio, il Tempo è la Sua canzone, e le cose dello spazio le consonanti della canzone. Santificare il tempo è cantare le vocali in unisono con Lui.

Questo è il compito degli esseri umani: conquistare lo spazio e santificare il tempo.

Dobbiamo conquistare lo spazio per poter santificare il tempo. Tutta la settimana siamo chiamati a santificare la vita impiegando le cose dello spazio. Nello Shabbat ci è dato di condividere la santità che risiede nel cuore del tempo. Anche quando l'anima è angosciata, anche quando nessuna preghiera può uscirci di gola nel dolore, il puro riposo silente dello Shabbat ci porta nel reame di una pace senza fine, o all'inizio di una consapevolezza di ciò che l'eternità significa. Esistono nel mondo poche idee di pensiero che contengano tanta potenza spirituale quanto l'idea dello Shabbat. Passeranno eoni, quando molte delle nostre amate teorie rimarranno a brandelli, ma quell'arazzo cosmico continuerà a splendere.

L'eternità indica un giorno.
Shabbat.»
(Heschel, The Shabbat, 92-93)

## Lo Shabbat nel cristianesimo
I cristiani, dopo la predicazione di Paolo, hanno cominciato a celebrare il giorno di domenica, giorno della risurrezione di Cristo, abbandonando così gradualmente il sabato.

## Lo Shabbat nelle altre religioni
Lo Shabbat diede origine ai diversi giorni di preghiera e di astensione dal lavoro delle altre religioni monoteiste che dalla religione ebraica derivarono.
Il giorno del riposo secondo la maggioranza della religione cristiana è la domenica. Tuttavia i Battisti del settimo giorno, la Chiesa cristiana avventista del settimo giorno, gli Avventisti del settimo giorno del movimento di riforma, la Chiesa avventista del riposo sabatico, il Giudaismo messianico, la House of Yahweh, i Davidiani, la Vera Chiesa di Gesù e la Chiesa avventista del riposo sabatico osservano il riposo dalla sera del venerdì a quella del sabato, così come raccomandato dalla Bibbia.
L'Islam ha un giorno di preghiera pubblica il venerdì. Diverse fonti non islamiche testimoniano, tuttavia, che i musulmani mantennero una tipologia di riposo simile allo Shabat per circa due secoli dopo la predicazione di Maometto. Tra questi menzioniamo il Tongdian di Du Huan, testo cinese in più volumi databile al IX secolo d.C.

## Musica sacra
Nei tempi moderni molti compositori hanno scritto la musica sacra per il  Kabbalat Shabbat  tra cui:
- Robert Strassburg[5]
- Samuel Adler[6].